# 1313: Night of the Widow
1313: Night of the Widow è un film del 2012 diretto da David DeCoteau. È il dodicesimo film della serie 1313.
Il film è stato distribuito direct to video il 1 agosto 2012.

## Trama
Riunitosi per commemorare un amico defunto, un gruppo di ventenni si ritrova perseguitato da un misterioso assassino armato di coltello e vestito da vedova.

## Citazioni cinematografiche
In un dialogo del film viene menzionata la serie televisiva La famiglia Addams.